# Libycosuchidae
Los libicosúquidos (Libycosuchidae) son una familia extinta de arcosaurios mesoeucocodrilianos notosuquios, que vivieron a finales del Cretácico de Europa y África. Eran pequeños cocodrilos terrestres, de menos de un metro de largo, con hocicos cortos y fuertes músculos mandibulares.